# Lijst van gemeentelijke monumenten in Gouda A t/m M

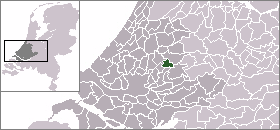
Gouda

Deze lijst geeft een overzicht van de gemeentelijke monumenten in de stad Gouda. In 2018 had Gouda 880 gemeentelijke monumenten. Meer afbeeldingen daarvan zijn te vinden in de categorie Gemeentelijke monumenten in Gouda op Wikimedia Commons. Zie voor de overige gemeentelijke monumenten Lijsten van gemeentelijke monumenten in Gouda en voor de rijksmonumenten de Lijst van rijksmonumenten in Gouda.

## Lijst van gemeentelijke monumenten in Gouda A t/m M
| Object | Bouwjaar                  | Architect                                                          | Locatie                                                         | Coördinaten                  | Nr.         | Afbeelding |
| --- | ------------------------- | ------------------------------------------------------------------ | --------------------------------------------------------------- | ---------------------------- | ----------- | --- |
| Boerderij/woonhuis van het Zuid-Hollandse langhuistype met boenhok en bijgebouwen | 1885-1890                 |                                                                    | Achterwillenseweg 5                                             | 52° 1' 7" NB, 4° 43' 25" OL  | GM 0513/826 | Boerderij/woonhuis van het Zuid-Hollandse langhuistype met boenhok en bijgebouwen |
| Woonhuis met eclectische elementen | ongeveer 1940             |                                                                    | van Baerlestraat 10                                             |                              | GM 0513/875 | Meer afbeeldingen |
| Van Bergen IJzendoornpark | 1900                      |                                                                    | Van Bergen IJzendoornpark park                                  | 52° 0' 59" NB, 4° 42' 16" OL | GM 0513/757 | Meer afbeeldingen |
| Dubbele villa, met art-nouveau- en chaletstijl-kenmerken, witgepleisterde lijstgevels met windveren, schilddaken, loggia's, twee inpandig witgepleisterde rondboog portieken. | 1912                      |                                                                    | van Bergen IJzendoornpark 1-3                                   | 52° 0' 49" NB, 4° 42' 2" OL  | GM 0513/770 | Meer afbeeldingen |
| Dubbele villa, Sonnevanck en Rhuymsicht, gespiegeld gebouwd, met art-nouveau- en chaletstijl-kenmerken | 1912                      |                                                                    | van Bergen IJzendoornpark 2-4                                   | 52° 0' 47" NB, 4° 42' 4" OL  | GM 0513/771 | Dubbele villa, Sonnevanck en Rhuymsicht, gespiegeld gebouwd, met art-nouveau- en chaletstijl-kenmerken |
| Vrijstaand woonhuis uit de jaren 30, met late Amsterdamse School verwante kenmerken, rode bakstenen gevel, schilddak met ingestoken zadeldak. | ongeveer 1930             |                                                                    | van Bergen IJzendoornpark 9                                     | 52° 0' 50" NB, 4° 42' 5" OL  | GM 0513/772 | Vrijstaand woonhuis uit de jaren 30, met late Amsterdamse School verwante kenmerken, rode bakstenen gevel, schilddak met ingestoken zadeldak. |
| Drie geschakelde woonhuizen, met art nouveau en chaletstijl verwante kenmerken, witgepleisterde gevels, horizontale in donkerrode baksteen gemetselde banden, drie boogvelden met gedecoreerde tegels en een samengestelde kap. | 1916                      |                                                                    | van Bergen IJzendoornpark 11-13-15                              | 52° 0' 51" NB, 4° 42' 6" OL  | GM 0513/773 | Drie geschakelde woonhuizen, met art nouveau en chaletstijl verwante kenmerken, witgepleisterde gevels, horizontale in donkerrode baksteen gemetselde banden, drie boogvelden met gedecoreerde tegels en een samengestelde kap. |
| Dubbel woonhuis met Haagse School kenmerken, gespiegeld gebouwd, met drie bouwlagen, rode bakstenen gevel, meerdere schilddaken, terras, balkon | ongeveer 1930             |                                                                    | van Bergen IJzendoornpark 21-23                                 | 52° 0' 54" NB, 4° 42' 8" OL  | GM 0513/774 | Meer afbeeldingen |
| Vrijstaande villa met Delftse School verwante kenmerken. Met schild- en zadeldaken, voorgevel en zijgevels met risalerende topgevel in rode baksteen, driezijdige erker, links een kleine uitbouw met entree. | ongeveer 1920             |                                                                    | van Bergen IJzendoornpark 51                                    | 52° 0' 59" NB, 4° 42' 13" OL | GM 0513/775 | Vrijstaande villa met Delftse School verwante kenmerken. Met schild- en zadeldaken, voorgevel en zijgevels met risalerende topgevel in rode baksteen, driezijdige erker, links een kleine uitbouw met entree. |
| Woonhuis in geometrische Jugendstil kenmerken, entree via hardstenen trap en een nis, boven iedere gevelopening zijn rondbogen en boogvelden met geglazuurde stenen. | 1907                      |                                                                    | van Beverninghlaan 6                                            | 52° 0' 56" NB, 4° 42' 19" OL | GM 0513/737 | Woonhuis in geometrische Jugendstil kenmerken, entree via hardstenen trap en een nis, boven iedere gevelopening zijn rondbogen en boogvelden met geglazuurde stenen. |
| Woonhuis met geometrische Jugendstil kenmerken, afgeknot schilddak, gevelopeningen met hardstenen lateien, segmentbogen van rode en witte stenen, entree via hardstenen trap en nis, bovenramen met glas in lood. | 1907                      |                                                                    | van Beverninghlaan 7                                            | 52° 0' 55" NB, 4° 42' 19" OL | GM 0513/738 | Woonhuis met geometrische Jugendstil kenmerken, afgeknot schilddak, gevelopeningen met hardstenen lateien, segmentbogen van rode en witte stenen, entree via hardstenen trap en nis, bovenramen met glas in lood. |
| Tien woonhuizen in de Jugendstil bouwstijl met tegeltableaus en de sgraffito-techniek | Ongeveer 1905             |                                                                    | van Beverninghlaan 14 t/m 23, even/oneven                       | 52° 0' 55" NB, 4° 42' 18" OL | GM 0513/739 | Meer afbeeldingen |
| Blok van vier woonhuizen in Amsterdamse School stijl met bakstenen ornamenten en glas-in-loodramen | Ongeveer 1935             |                                                                    | van Beverninghlaan 24 & van Swietenstraat 22-24-26              | 52° 0' 53" NB, 4° 42' 15" OL | GM 0513/740 | Meer afbeeldingen |
| Woonhuis, hoekpand, in Amsterdamse School stijl, bruine bakstenen gevel, hoek met ronding, bakstenen ornamenten, balkon, portiek, twee zadeldaken. |                           |                                                                    | van Beverninghlaan 30                                           | 52° 0' 53" NB, 4° 42' 14" OL | GM 0513/741 | Woonhuis, hoekpand, in Amsterdamse School stijl, bruine bakstenen gevel, hoek met ronding, bakstenen ornamenten, balkon, portiek, twee zadeldaken. |
| Vier woonhuizen in de Jugendstil bouwstijl met tegeltableaus | 1909                      |                                                                    | van Beverninghlaan 32-33-34-35                                  | 52° 0' 52" NB, 4° 42' 13" OL | GM 0513/742 | Meer afbeeldingen |
| Woonhuis, in Engelse Cottagestijl, tweebeukig, met rode bakstenen gevel en witte voegen, halfrond balkon, topgevel met uitkragende daklijst, voordeur met luifel en bovenlicht en een schilddak van rode Tuile du Nord (een vlakke dakpan). | 1912                      |                                                                    | van Beverninghlaan 37                                           | 52° 0' 51" NB, 4° 42' 12" OL | GM 0513/746 | Woonhuis, in Engelse Cottagestijl, tweebeukig, met rode bakstenen gevel en witte voegen, halfrond balkon, topgevel met uitkragende daklijst, voordeur met luifel en bovenlicht en een schilddak van rode Tuile du Nord (een vlakke dakpan). |
| Villa Honk, vrijstaande villa met koloniale kenmerken, bakstenen gevel met witte vlakken, veranda, koepel, kuifstuk en drie schilddaken met rode Tuile du Nord. | 1910                      | Willem Kromhout                                                    | van Beverninghlaan 38                                           | 52° 0' 52" NB, 4° 42' 12" OL | GM 0513/743 | Meer afbeeldingen |
| Blekersbrug. Vaste brug met Amsterdamse school kenmerken, uitgevoerd in baksteen, gehakt en gebouchardeerd natuursteen en smeedijzeren brugleuningen. | 1939                      | L. Joosten (stadsarchitect)                                        | Blekerssingel/Karnemelksloot                                    | 52° 0' 46" NB, 4° 42' 54" OL | GM 0513/759 | Meer afbeeldingen |
| Woonhuis in Neorenaissance stijl met rode bakstenen lijstgevel en gestucte speklagen, korfboogvormig portiek bekleed met tegels, ramen met korfbogen, aanzetstenen en sluitstenen met manshoofden, boogvelden met siermetselwerk en gestucte knoppen, gootlijst op gestucte en gedecoreerde consoles, onder de gootlijst een bakstenen architraaf, fries met gestucte knoppen en siermetselwerk, dakkapel met pilasters en wangen, mansardedak.   | 1893                      |                                                                    | Blekerssingel 5                                                 | 52° 0' 56" NB, 4° 42' 37" OL | GM 0513/677 | Meer afbeeldingen |
| Woonhuis met drie bouwlagen, bakstenen lijstgevel, gevelopeningen met strekken, kroonlijst, dakkapel en een schilddak |                           |                                                                    | Blekerssingel 6                                                 | 52° 0' 56" NB, 4° 42' 38" OL | GM 0513/678 | Woonhuis met drie bouwlagen, bakstenen lijstgevel, gevelopeningen met strekken, kroonlijst, dakkapel en een schilddak |
| Twee herenhuizen in de Jugendstil bouwstijl met drie bouwlagen, bakstenen gevels met gedecoreerde natuurstenen en gepleisterde elementen, enkele bovenlichten met glas-in-loodramen, plat dak met dakschild aan de voorzijde | Ongeveer 1900             |                                                                    | Blekerssingel 15-16                                             | 52° 0' 56" NB, 4° 42' 39" OL | GM 0513/322 | Meer afbeeldingen |
| Complex van zes woonhuizen, vier bouwlagen, rode bakstenen gevel, gepleisterde pui met schijnvoegen, op de eerste verdieping aan weerszijden van de ramen gestucte geblokte Iisenen, hoofdgestel met gestucte lijst en fries, gootlijst met gedecoreerde consoles en een schilddak | Ongeveer 1871 - 1876      |                                                                    | Blekerssingel 18-19-20-21-22                                    | 52° 0' 55" NB, 4° 42' 40" OL | GM 0513/679 | Meer afbeeldingen |
| Dubbel woonhuis met Jugendstil invloeden, vier bouwlagen, rode bakstenen gevel met gele verblendstenen sierbanden, segmentbogen met bakstenen siermetselwerk, twee topgevels met gemetselde sierbalustrade en een mansardedak met voorschild | Ongeveer 1912 - 1917      |                                                                    | Blekerssingel 29-30                                             | 52° 0' 54" NB, 4° 42' 43" OL | GM 0513/680 | Meer afbeeldingen |
| Woonhuis in Amsterdamse School stijl, bakstenen gevel, portiek met betonnen latei en gevelopening met glas in lood, zes bovenramen met glas in lood, rechthoekige gemetselde erker, boven de erker een balkon met gemetselde gesloten balustrade, topgevel met gevelpannen, mansardedak. | 1923                      |                                                                    | Blekerssingel 71                                                | 52° 0' 49" NB, 4° 42' 50" OL | GM 0513/681 | Woonhuis in Amsterdamse School stijl, bakstenen gevel, portiek met betonnen latei en gevelopening met glas in lood, zes bovenramen met glas in lood, rechthoekige gemetselde erker, boven de erker een balkon met gemetselde gesloten balustrade, topgevel met gevelpannen, mansardedak. |
| Woonhuis in Neorenaissancestijl met drie bouwlagen, rode bakstenen lijstgevel met gestucte speklagen, gestucte tandlijst onder de waterlijst, segmentbogen met aanzet- en sluitstenen, boogvelden met siertegels, gootlijst met consoles, dakkapel met wangen, fronton en een bal met obelisk, mansardedak | 1903                      |                                                                    | Blekerssingel 72                                                | 52° 0' 49" NB, 4° 42' 51" OL | GM 0513/682 | Woonhuis in Neorenaissancestijl met drie bouwlagen, rode bakstenen lijstgevel met gestucte speklagen, gestucte tandlijst onder de waterlijst, segmentbogen met aanzet- en sluitstenen, boogvelden met siertegels, gootlijst met consoles, dakkapel met wangen, fronton en een bal met obelisk, mansardedak |
| Drie woonhuizen met drie bouwlagen, bakstenen gevel met gestucte speklagen, segmentbogen met gestucte aanzetstenen en manskoppen als sluitstenen, sier metselwerk en een mansardedak | ongeveer 1900             |                                                                    | Blekerssingel 74-75-76                                          | 52° 0' 49" NB, 4° 42' 51" OL | GM 0513/683 | Meer afbeeldingen |
| Boerderij, een hallenhuis, twee bouwlagen, rode bakstenen gevel, zadeldak met wolfseinden, links een uitbouw met lessenaarsdak, rechts een houten paardenstal met lessenaarsdak, verder een hooiberg met vier houten roeden en een rieten tentdak | 1863                      |                                                                    | Bloemendaalseweg 26                                             | 52° 2' 1" NB, 4° 41' 38" OL  | GM 0513/748 | Boerderij, een hallenhuis, twee bouwlagen, rode bakstenen gevel, zadeldak met wolfseinden, links een uitbouw met lessenaarsdak, rechts een houten paardenstal met lessenaarsdak, verder een hooiberg met vier houten roeden en een rieten tentdak |
| Hooiberg met drie stalen roeden, een rieten zeshoekige kap met een zinken punt en rieten ombouw. | onbekend                  |                                                                    | Bloemendaalseweg 32                                             | 52° 1' 58" NB, 4° 41' 43" OL | GM 0513/749 | Meer afbeeldingen |
| Woonhuis met stenen schuur in Delftse School stijl, bakstenen gevel, driezijdige erker met consoles, twee dakkapellen met klauwstukken, entree met drie stenen treden, zijmuurtjes en ijzeren ornamenten en een zadeldak. Schuur met twee bouwlagen, bakstenen gevel en een zadeldak | 1946                      |                                                                    | Bloemendaalseweg 32a                                            | 52° 1' 57" NB, 4° 41' 44" OL | GM 0513/750 | Woonhuis met stenen schuur in Delftse School stijl, bakstenen gevel, driezijdige erker met consoles, twee dakkapellen met klauwstukken, entree met drie stenen treden, zijmuurtjes en ijzeren ornamenten en een zadeldak. Schuur met twee bouwlagen, bakstenen gevel en een zadeldak |
| Boerderijcomplex Hallenhuisboerderij, in gebruik als kinderboerderij, met achterhuis en een hooiberg met drie roeden (opslagruimte) | Ongeveer 1900 - 1905      |                                                                    | Bloemendaalseweg 34-43a                                         | 52° 1' 56" NB, 4° 41' 46" OL | GM 0513/751 | Boerderijcomplex Hallenhuisboerderij, in gebruik als kinderboerderij, met achterhuis en een hooiberg met drie roeden (opslagruimte) |
| Boerderijcomplex met stallen, rode bakstenen gevel, wolfsdak uitkragend over de voor- en achtergevel. Stal met twee bouwlagen en een zadeldak. | 1930                      |                                                                    | Bloemendaalseweg 37                                             | 52° 2' 1" NB, 4° 41' 36" OL  | GM 0513/752 | Boerderijcomplex met stallen, rode bakstenen gevel, wolfsdak uitkragend over de voor- en achtergevel. Stal met twee bouwlagen en een zadeldak. |
| Twee schuren. Schuur rechts: Bakstenen ondergevel, houten deur en venster en zolder met houten betimmering en laaddeur en een zadeldak. Schuur links: Met hout betimmerde voorgevel, aan beide zijden geknikt zadeldak, ondergevel met dubbele deur en twee vensters met roeden in een paraboolboog, zolderdeur met glas en roedenverdeling. |                           |                                                                    | Bloemendaalseweg 39                                             | 52° 1' 54" NB, 4° 41' 45" OL | GM 0513/753 | Meer afbeeldingen |
| Voormalige boerderij, bekend onder de naam Ajourboerderij naar de vereniging Ajour, bakstenen gevel met gele bakstenen banden, gevelopeningen met gekleurde bakstenen segmentbogen, zadeldak met windveer en uilenbord en gevelsteen met de tekst: De eerste steen gelegd door Petrus Vergeer, oud 9 jaar, de 4de junij 1880 | 1912                      |                                                                    | Bloemendaalseweg 41-41a                                         | 52° 1' 52" NB, 4° 41' 48" OL | GM 0513/734 | Meer afbeeldingen |
| Hooiberg met drie betonnen roeden, een zeshoekig tentdak van golfplaten welke naar boven geschoven kan worden. |                           |                                                                    | Bloemendaalseweg 43                                             | 52° 1' 50" NB, 4° 41' 51" OL | GM 0513/754 | Meer afbeeldingen |
| Hooiberg met drie betonnen roeden welke buiten de kap zijn geplaatst, zeshoekige kap uit houten lannen en sporen opgebouwd, een dakbedekking van ijzeren golfplaten en roeden met flenswielen voor het op en neer schuiven van de kap. |                           |                                                                    | Bloemendaalseweg 46                                             | 52° 1' 49" NB, 4° 41' 55" OL | GM 0513/762 | Meer afbeeldingen |
| Boerderij van het Zuid-Hollands langhuistype met een bakstenen gevel, bovenlichten met glas in lood en eerste verdieping met een drielicht venster, kelder met kelderluiken en een zadeldak met windveren | 1880                      |                                                                    | Bloemendaalseweg 48                                             | 52° 1' 47" NB, 4° 41' 58" OL | GM 0513/764 | Meer afbeeldingen |
| Hooiberg met drie betonnen roeden, een zeskantig dak bedekt met golfplaten, zeskantige houten constructie op betonnen plint met plat dak, zes rechthoekige vensters met roedeverdeling en een (schuif)deur. | Begin 20e eeuw            |                                                                    | Bloemendaalseweg 50                                             | 52° 1' 44" NB, 4° 42' 1" OL  | GM 0513/758 | Meer afbeeldingen |
| Boerenwoning met rode bakstenen gevel, drie speklagen, drie gietijzeren muurankers in bloemvorm, zadeldak met boeilijsten of boeiborden, achterzijde een geknikt dak, gevelsteen met de tekst:De eerste steen is gelegd door H. van de Hee, oud 66 jaar, 21 september 1903. | 1905                      |                                                                    | Bloemendaalseweg 52                                             | 52° 1' 44" NB, 4° 42' 2" OL  | GM 0513/861 | Boerenwoning met rode bakstenen gevel, drie speklagen, drie gietijzeren muurankers in bloemvorm, zadeldak met boeilijsten of boeiborden, achterzijde een geknikt dak, gevelsteen met de tekst:De eerste steen is gelegd door H. van de Hee, oud 66 jaar, 21 september 1903. |
| Hooiberg & varkensstal. De hooiberg heeft drie betonnen roeden en een zeshoekig dak. De varkensstal heeft een bouwlaag, is opgetrokken uit rode baksteen, heeft een plat dak en betonvensters met zes ruiten. | 1920                      |                                                                    | Bloemendaalseweg bij 56-58                                      | 52° 1' 42" NB, 4° 42' 4" OL  | GM 0513/760 | Meer afbeeldingen |
| Boerderij met voorgevel in rode- en zijgevel in gele baksteen, drie speklagen, baksteenversiering in de boogvelden, windveer, makelaar en een zadeldak. | 1910                      |                                                                    | Bloemendaalseweg 66                                             | 52° 1' 36" NB, 4° 42' 12" OL | GM 0513/761 | Meer afbeeldingen |
| Arbeiderswoning met werkplaats in Neorenaissancestijl, verbouwd tot dubbel woonhuis met bakstenen gevel, plat dak met dakschilden en houten hoekkepers, dubbele voordeur met bovenlichten, boogvelden met geglazuurde tegels, links twee houten deuren met vensters, twee dakkapellen met geornamenteerde stijlen en een daklijst. |                           |                                                                    | Boelekade 36                                                    | 52° 0' 56" NB, 4° 42' 42" OL | GM 0513/817 | Arbeiderswoning met werkplaats in Neorenaissancestijl, verbouwd tot dubbel woonhuis met bakstenen gevel, plat dak met dakschilden en houten hoekkepers, dubbele voordeur met bovenlichten, boogvelden met geglazuurde tegels, links twee houten deuren met vensters, twee dakkapellen met geornamenteerde stijlen en een daklijst.                                                                                           |
| Woonhuis, voormalig gemaal, in Amsterdamse School stijl | 1925                      |                                                                    | Bosweg 1                                                        | 52° 0' 17" NB, 4° 42' 22" OL | GM 0513/802 | Meer afbeeldingen |
| Het Moordsche Verlaat, voormalige schutsluis met dubbele sluiskolk, gelegen tussen de Alpher Wetering en het Gouwe kanaal (een scheepvaartverbinding tussen de Oostpolder van Schieland met het Gouwekanaal). Met twee vaste bruggen, de Sluisbrug en de Broekwegbrug. De sluis is afgedamd. | Ongeveer 1928 - 1933      |                                                                    | bij Broekweg 4                                                  |                              | GM 0513/870 | Meer afbeeldingen |
| Gemaal Oostpolder in Schieland met dienstwoning, gelegen aan het Gouwekanaal in eenvoudige, traditionele stijl in gele baksteen en gedekt door een zadeldak. | Ongeveer 1928 - 1933      |                                                                    | Broekweg 2-4                                                    | 52° 0' 49" NB, 4° 41' 1" OL  | GM 0513/846 | Meer afbeeldingen |
| Hallenhuisboerderij Johanna Hoeve met koeienstal, hooiberg en varkensschuur, met expressionisme/Amsterdamse School kenmerken | Ongeveer 1927 - 1929      | Dirk Stuurman                                                      | Broekweg 5                                                      | 52° 0' 53" NB, 4° 40' 47" OL | GM 0513/872 | Meer afbeeldingen |
| Twee stadsvilla's in chaletstijl | Ongeveer 1920             |                                                                    | Burgemeester Martenssingel 85-87                                | 52° 0' 37" NB, 4° 43' 14" OL | GM 0513/780 | Meer afbeeldingen |
| Twee stadsvilla's in chaletstijl | 1922                      |                                                                    | Burgemeester Martenssingel 89 & de la Reylaan 1                 | 52° 0' 36" NB, 4° 43' 14" OL | GM 0513/781 | Meer afbeeldingen |
| Complex van vier beneden- en bovenwoningen in traditionele stijl. Nummer 127, is geen Gemeentelijk monument | 1923                      | H.H. Schuurmans                                                    | Burgemeester Martenssingel 121-123-125-127                      | 52° 0' 35" NB, 4° 43' 8" OL  | GM 0513/788 | Meer afbeeldingen |
| Winkel met drie woningen | 1922                      |                                                                    | Burgemeester Martenssingel 129-131 & IJssellaan 167a            | 52° 0' 35" NB, 4° 43' 7" OL  | GM 0513/833 | Meer afbeeldingen |
| Winkel/woonhuizen met Amsterdamse School kenmerken | 1924                      |                                                                    | Burgemeester Martenssingel 133, 135, 137, 139 & IJssellaan 116a | 52° 0' 35" NB, 4° 43' 6" OL  | GM 0513/834 | Meer afbeeldingen |
| Winkel/woonhuis met berging in Neorenaissance-stijl met een Art-Nouveau winkelpui. Voormalige melkwinkel met spoellokaal | 1903                      |                                                                    | Cornelis Ketelstraat 13-15                                      | 52° 0' 53" NB, 4° 43' 12" OL | GM 0513/789 | Meer afbeeldingen |
| Woonhuis met rijk gedecoreerde gevel in Neorenaissance stijl en Neoklassieke elementen | 1890                      | H. J. Nederhorst                                                   | Crabethstraat 11                                                | 52° 0' 54" NB, 4° 42' 25" OL | GM 0513/776 | Woonhuis met rijk gedecoreerde gevel in Neorenaissance stijl en Neoklassieke elementen |
| Woonhuis in Neorenaissance stijl met zandstenen speklagen, aanzet- en sluitstenen en boogvelden met baksteen versiering, risaliet en trapgevel, portiek met twee treden en een zadeldak. In de cartouches van de begane grond staan de namen Dirk, Wouter, Crabeth, glazeniers uit Gouda. | 1891                      | H. J. Nederhorst                                                   | Crabethstraat 12                                                | 52° 0' 55" NB, 4° 42' 26" OL | GM 0513/732 | Woonhuis in Neorenaissance stijl met zandstenen speklagen, aanzet- en sluitstenen en boogvelden met baksteen versiering, risaliet en trapgevel, portiek met twee treden en een zadeldak. In de cartouches van de begane grond staan de namen Dirk, Wouter, Crabeth, glazeniers uit Gouda. |
| Woonhuis in Eclectische stijl, rode bakstenen gevel, gepleisterde begane grond met cordonlijst en sluitstenen met reliëf, twee schuifvensters met versierde omlijsting op de eerste verdieping, gepleisterde blokrand aan beide zijden van de gevel, kroonlijst met consoles en een schilddak. | 1880-1900                 |                                                                    | Crabethstraat 20                                                | 52° 0' 55" NB, 4° 42' 25" OL | GM 0513/867 | Woonhuis in Eclectische stijl, rode bakstenen gevel, gepleisterde begane grond met cordonlijst en sluitstenen met reliëf, twee schuifvensters met versierde omlijsting op de eerste verdieping, gepleisterde blokrand aan beide zijden van de gevel, kroonlijst met consoles en een schilddak. |
| Woonhuis, hoekwoning, in Eclectische stijl, begane grond met kunststenen gevelbekleding, eerste verdieping opgetrokken in rode strengperssteen en schuin geplaatste erker, uitgezwenkte topgevel met kunststenen fronton, kroonlijst en een plat dak met drie schuine dakschilden. | Ongeveer 1900             | H.J. Nederhorst                                                    | Crabethstraat 41                                                | 52° 0' 56" NB, 4° 42' 23" OL | GM 0513/777 | Woonhuis, hoekwoning, in Eclectische stijl, begane grond met kunststenen gevelbekleding, eerste verdieping opgetrokken in rode strengperssteen en schuin geplaatste erker, uitgezwenkte topgevel met kunststenen fronton, kroonlijst en een plat dak met drie schuine dakschilden. |
| Twee identieke gespiegelde herenhuizen in Neorenaissance stijl | 1884                      | H. J. Nederhorst                                                   | Crabethstraat 43-45                                             | 52° 0' 56" NB, 4° 42' 22" OL | GM 0513/778 | Twee identieke gespiegelde herenhuizen in Neorenaissance stijl |
| Twee identieke gespiegelde herenhuizen in Neo-classicistische stijl | 1886-1887                 | H. J. Nederhorst                                                   | Crabethstraat 49-51                                             | 52° 0' 57" NB, 4° 42' 22" OL | GM 0513/779 | Twee identieke gespiegelde herenhuizen in Neo-classicistische stijl |
| Reclamezuil,straatmeubilair van terrazzobeton | 1940                      |                                                                    | De la Reylaan, hoek Van Itersonlaan                             | 52° 0' 34" NB, 4° 43' 22" OL | GM 0513/827 | Reclamezuil,straatmeubilair van terrazzobeton |
| Voormalig zuiggasgemaal aan het Gouwekanaal met Neorenaissance kenmerken, bestaande uit twee tegen elkaar staande gebouwtjes van gele baksteen, aan de achterzijde staat het pand dwars op de loop van een waterinlaat en een wateruitlaat, boven drie rondboogvensters staat de tekst Anno-Oostpolder-1904. Het gemaal is gedekt met een zadeldak.                                                                                               | 1904                      |                                                                    | Eerste Moordrechtse Tiendeweg 1                                 | 52° 0' 35" NB, 4° 41' 29" OL | GM 0513/854 | Meer afbeeldingen |
| Doelenbrug in Amsterdamse School stijl | 1928                      |                                                                    | Fluwelensingel/Doelenstraat                                     | 52° 0' 34" NB, 4° 42' 57" OL | GM 0513/643 | Meer afbeeldingen |
| Herenhuis in eclectische stijl, gepleisterd lijstgevel, vijf vensters breed, hoekpilasters met leeuwenkop medaillon, balkon met een gietijzeren balustrade, dubbele toegangsdeur in middenrisaliet, gevelopeningen met afgeronde bovenhoeken en een sluitsteen, kroonlijst en een zadeldak | Ongeveer 1850             |                                                                    | Fluwelensingel 36                                               | 52° 0' 41" NB, 4° 42' 56" OL | GM 0513/41  | Herenhuis in eclectische stijl, gepleisterd lijstgevel, vijf vensters breed, hoekpilasters met leeuwenkop medaillon, balkon met een gietijzeren balustrade, dubbele toegangsdeur in middenrisaliet, gevelopeningen met afgeronde bovenhoeken en een sluitsteen, kroonlijst en een zadeldak |
| Herenhuis in eclectische stijl met bakstenen lijstgevel, vier vensters breed, toegangsdeur met portiek, gevelopeningen met gestucte lijst, sluitsteen en aan beide zijden een voluut, bovenramen met glas in lood, hoofdgestel met architraaf en een fries met velden en rozetten, kroonlijst met klossen, dakopbouw met kuifornamenten en voluut, twee zadeldaken                                                                                | 1869                      |                                                                    | Fluwelensingel 38                                               | 52° 0' 41" NB, 4° 42' 56" OL | GM 0513/684 | Herenhuis in eclectische stijl met bakstenen lijstgevel, vier vensters breed, toegangsdeur met portiek, gevelopeningen met gestucte lijst, sluitsteen en aan beide zijden een voluut, bovenramen met glas in lood, hoofdgestel met architraaf en een fries met velden en rozetten, kroonlijst met klossen, dakopbouw met kuifornamenten en voluut, twee zadeldaken                                                           |
| Woonhuis in Neorenaissance stijl met bakstenen gevel, gedeeltelijk met tuitgevel, speklagen, getoogd portiek, getoogde loggia met bakstenen balustrade, rechts een hoekrisaliet, segmentbogen in rode en grijze baksteen, boogvelden met siermetselwerk, bakgoot met consoles en een mansardedak | 1913                      |                                                                    | Fluwelensingel 39                                               | 52° 0' 40" NB, 4° 42' 57" OL | GM 0513/685 | Woonhuis in Neorenaissance stijl met bakstenen gevel, gedeeltelijk met tuitgevel, speklagen, getoogd portiek, getoogde loggia met bakstenen balustrade, rechts een hoekrisaliet, segmentbogen in rode en grijze baksteen, boogvelden met siermetselwerk, bakgoot met consoles en een mansardedak |
| Woonhuis met bakstenen gevel, rechts een uitgemetselde topgevel met uitkragende aanzetstenen, consoles, ezelsruggen, dekstenen en een gemetselde rondboog, Frans balkon met open ijzeren balkonhek in art-nouveaustijl, venster met boognis gevuld met gekleurde geglazuurde tegels in art-nouveaustijl, gootlijst met consoles en daaronder siermetselwerk en een plat dak met steile dakschilden.                                               | Ongeveer 1915-1920        |                                                                    | Fluwelensingel 46                                               | 52° 0' 39" NB, 4° 42' 57" OL | GM 0513/849 | Woonhuis met bakstenen gevel, rechts een uitgemetselde topgevel met uitkragende aanzetstenen, consoles, ezelsruggen, dekstenen en een gemetselde rondboog, Frans balkon met open ijzeren balkonhek in art-nouveaustijl, venster met boognis gevuld met gekleurde geglazuurde tegels in art-nouveaustijl, gootlijst met consoles en daaronder siermetselwerk en een plat dak met steile dakschilden.                          |
| Woonhuis in de stijl van de nieuwe kunst of art nouveau | 1917                      | Jacob (Jacques) van Gelderen 1888-1944                             | Fluwelensingel 53                                               | 52° 0' 38" NB, 4° 42' 57" OL | GM 0513/686 | Woonhuis in de stijl van de nieuwe kunst of art nouveau |
| Dubbel woonhuis, gespiegeld gebouwd, met Jugendstil kenmerken | Ongeveer 1910             |                                                                    | Fluwelensingel 54-55                                            | 52° 0' 38" NB, 4° 42' 57" OL | GM 0513/697 | Meer afbeeldingen |
| Woonhuis, hoekhuis met bakstenen gevel, siermetselwerk, driezijdige erker met uitgemetselde consoles, drie zadeldaken met rode tuiles-du-nord pannen. | 1921                      |                                                                    | Fluwelensingel 71                                               | 52° 0' 35" NB, 4° 42' 58" OL | GM 0513/179 | Woonhuis, hoekhuis met bakstenen gevel, siermetselwerk, driezijdige erker met uitgemetselde consoles, drie zadeldaken met rode tuiles-du-nord pannen. |
| Woonhuis, linker hoekpand uit een complex van vier woonhuizen met semmetrisch opgezette voorgevels en paarsgewijs gebouwd, met souterrain, belétage en een verdieping, gedekt door een zadeldak. | Ongeveer 1850             |                                                                    | Fluwelensingel 72                                               | 52° 0' 34" NB, 4° 42' 58" OL | GM 0513/58  | Meer afbeeldingen |
| Woonhuis, een uit een serie van vier met lijstgevel en wit gepleisterde pilaster op de hoeken en één in het midden. | Ongeveer 1850             |                                                                    | Fluwelensingel 73                                               | 52° 0' 34" NB, 4° 42' 58" OL | GM 0513/56  | Meer afbeeldingen |
| Woonhuis, een uit een serie van vier met hardstenen trap naar de belétage, samen met het aangrenzende pand een deuromlijsting met hoofdgestel, pilasters en consoles, gevelbeëindiging met hoofdgestel en friezen met liggende velden | Ongeveer 1850             |                                                                    | Fluwelensingel 74                                               | 52° 0' 34" NB, 4° 42' 58" OL | GM 0513/59  | Meer afbeeldingen |
| Woonhuis, rechter hoekpand in een serie van vier, lijstgevel met wit gepleisterde pilasters, de hoekpilasters hebben imitatie blokwerk, stenen bordes trap met daaronder een deur naar het souterrain. | Ongeveer 1850             |                                                                    | Fluwelensingel 75                                               | 52° 0' 33" NB, 4° 42' 58" OL | GM 0513/57  | Meer afbeeldingen |
| Woonhuis met eclectische stijlkenmerken, bakstenen lijstgevel, hardstenen borstwering, vier vensters breed, op de begane grond hebben de gevelopeningen een geprofileerde stucwerkomlijsting met vlakke sierlijst en bovenaan gestucte fantasie-ornamenten met vrouwenhoofden. De geveluiteinde heeft een kooflijst en gootlijst. | 1879                      |                                                                    | Fluwelensingel 76                                               | 52° 0' 33" NB, 4° 42' 58" OL | GM 0513/687 | Woonhuis met eclectische stijlkenmerken, bakstenen lijstgevel, hardstenen borstwering, vier vensters breed, op de begane grond hebben de gevelopeningen een geprofileerde stucwerkomlijsting met vlakke sierlijst en bovenaan gestucte fantasie-ornamenten met vrouwenhoofden. De geveluiteinde heeft een kooflijst en gootlijst.                                                                                            |
| Woonhuis in Neorenaissance stijl met bakstenen gevel en gestucte sierblokken, rechts een hoekrisaliet met tuitgevel, korfboogvormig portiek, segmentbogen met diamantkoppen, links hoofdgestel met architraaf en bakstenen fries verder een gootlijst met consoles, dakkapel en mansardedak. | 1897                      |                                                                    | Fluwelensingel 87                                               | 52° 0' 31" NB, 4° 42' 58" OL | GM 0513/698 | Woonhuis in Neorenaissance stijl met bakstenen gevel en gestucte sierblokken, rechts een hoekrisaliet met tuitgevel, korfboogvormig portiek, segmentbogen met diamantkoppen, links hoofdgestel met architraaf en bakstenen fries verder een gootlijst met consoles, dakkapel en mansardedak. |
| Woonhuis in eclectische stijl met bakstenen gevel, souterrain met gestucte gevel en schijnvoegen, hoge bordestrap, gevelopeningen met afgeronde bovenhoeken, stucomlijsting en akroterie, bovenzijde van de gevel met geprofileerde lijst, een gestucte band met drie velden en gootlijst en een plat dak met schilden. | 1860                      |                                                                    | Fluwelensingel 88                                               | 52° 0' 31" NB, 4° 42' 58" OL | GM 0513/699 | Woonhuis in eclectische stijl met bakstenen gevel, souterrain met gestucte gevel en schijnvoegen, hoge bordestrap, gevelopeningen met afgeronde bovenhoeken, stucomlijsting en akroterie, bovenzijde van de gevel met geprofileerde lijst, een gestucte band met drie velden en gootlijst en een plat dak met schilden. |
| Herenhuis met gepleisterde lijstgevel, balkon, rechts: ramen en balkondeuren met omlijsting aan de bovenzijde, kroonlijst met daaronder vier friezen met verdiepte velden en kleine vensters en een schilddak | Ongeveer 1850             |                                                                    | Fluwelensingel 90                                               | 52° 0' 31" NB, 4° 42' 58" OL | GM 0513/40  | Herenhuis met gepleisterde lijstgevel, balkon, rechts: ramen en balkondeuren met omlijsting aan de bovenzijde, kroonlijst met daaronder vier friezen met verdiepte velden en kleine vensters en een schilddak |
| Woonhuis in Neorenaissance stijl met bakstenen gevel, segmentbogen met aanzet- en sluitstenen, hoofdgestel met architraaf, fries met rechthoekige velden met blauw-witte siertegels, bloklijst en gootlijst met consoles in de vorm van besnorde en bebaarde mannenkoppen. Verder een dakkapel met pilasters, hoofdgestel en fronton en een mansardedak                                                                                           | 1875-1900                 |                                                                    | Fluwelensingel 93                                               | 52° 0' 30" NB, 4° 42' 59" OL | GM 0513/700 | Woonhuis in Neorenaissance stijl met bakstenen gevel, segmentbogen met aanzet- en sluitstenen, hoofdgestel met architraaf, fries met rechthoekige velden met blauw-witte siertegels, bloklijst en gootlijst met consoles in de vorm van besnorde en bebaarde mannenkoppen. Verder een dakkapel met pilasters, hoofdgestel en fronton en een mansardedak                                                                      |
| Woonhuis in eclectische stijl en een gevelsteen met de tekst De eerste steen/gelegd door/Anna en Alida/Peters 3 april 1901 | 1897                      |                                                                    | Fluwelensingel 95                                               | 52° 0' 30" NB, 4° 42' 59" OL | GM 0513/701 | Meer afbeeldingen |
| Woonhuis in Eclectische stijl | Ongeveer 1910             |                                                                    | Fluwelensingel 106                                              | 52° 0' 27" NB, 4° 43' 0" OL  | GM 0513/702 | Meer afbeeldingen |
| Aula, muur met entree, twee voormalige dienstwoningen en (beperkte) terreinaanleg Begraafplaats IJsselhof | 1949                      |                                                                    | Goejanverwelledijk 4-6-8                                        | 52° 0' 33" NB, 4° 43' 35" OL | GM 0513/859 | Meer afbeeldingen |
| Voormalige sluiswachterswoning Waaiersluis, in gebruik als woonhuis, in vroege en sobere vorm van art-nouveaustijl | Ongeveer 1910             |                                                                    | Goejanverwelledijk 16                                           | 52° 0' 33" NB, 4° 43' 54" OL | GM 0513/820 | Meer afbeeldingen |
| Liza's Hoeve. Hallehuisboerderij met bijgebouwen | 1857                      |                                                                    | Goejanverwelledijk 85-87                                        | 52° 0' 14" NB, 4° 45' 12" OL | GM 0513/866 | Meer afbeeldingen |
| Woonhuis, dijkhuis met een voorgevel in gele IJsselsteen met rode bakstenen strekken, topgevel met geschulpte windveren en een bewerkte makelaar, gevelsteen en een zadeldak | 1834                      |                                                                    | Gouderaksedijk 3                                                | 52° 0' 18" NB, 4° 43' 15" OL | GM 0513/610 | Woonhuis, dijkhuis met een voorgevel in gele IJsselsteen met rode bakstenen strekken, topgevel met geschulpte windveren en een bewerkte makelaar, gevelsteen en een zadeldak |
| Twee dijkwoningen met rode bakstenen voorgevel en hardstenen sierbanden en een toegangsbrug naar de verdieping en een mansardedak | Ongeveer 1900             |                                                                    | Gouderaksedijk 5-7                                              | 52° 0' 18" NB, 4° 43' 14" OL | GM 0513/611 | Meer afbeeldingen |
| Winkel/woonhuis met rode bakstenen gevel met rode verblendstenen sierbanden en siersegmentbogen, brug naar de verdieping en een mansardedak | Ongeveer 1910             |                                                                    | Gouderaksedijk 9-11                                             | 52° 0' 18" NB, 4° 43' 14" OL | GM 0513/612 | Meer afbeeldingen |
| Woonhuis met gele bakstenen lijstgevel, driekantige houten erker met gemetselde borstwering, plat dakje en boeiboord. Inpandig portiek, gevelopeningen met hoge betonnen lateien, bovenramen met glas in lood, twee dakkapellen en een verhoogd tentdak. | 1900-1925                 |                                                                    | Gouderaksedijk 14                                               | 52° 0' 19" NB, 4° 43' 7" OL  | GM 0513/613 | Woonhuis met gele bakstenen lijstgevel, driekantige houten erker met gemetselde borstwering, plat dakje en boeiboord. Inpandig portiek, gevelopeningen met hoge betonnen lateien, bovenramen met glas in lood, twee dakkapellen en een verhoogd tentdak. |
| Complex van zes dijkhuizen | Ongeveer 1900             |                                                                    | Gouderaksedijk 19-29 (oneven)                                   | 52° 0' 17" NB, 4° 43' 12" OL | GM 0513/688 | Meer afbeeldingen |
| Woonhuis met tuitgevel en zadeldak | 1850-1900                 |                                                                    | Gouderaksedijk 55                                               | 52° 0' 19" NB, 4° 42' 60" OL | GM 0513/614 | Woonhuis met tuitgevel en zadeldak |
| T-boerderij met bijgebouwen | 1850-1900                 |                                                                    | Gouderaksedijk 77                                               | 52° 0' 17" NB, 4° 42' 48" OL | GM 0513/615 | T-boerderij met bijgebouwen |
| Dijkwoning met rode bakstenen gevel en een verhoogd schilddak | 1900-1925                 |                                                                    | Gouderaksedijk 105                                              | 52° 0' 14" NB, 4° 42' 42" OL | GM 0513/616 | Dijkwoning met rode bakstenen gevel en een verhoogd schilddak |
| Kop-hals-rompboerderij met gele IJsselstenen lijstgevel en een zadeldak | 1850-1900                 |                                                                    | Gouderaksedijk 115                                              | 52° 0' 12" NB, 4° 42' 39" OL | GM 0513/617 | Kop-hals-rompboerderij met gele IJsselstenen lijstgevel en een zadeldak |
| Boerderij met hooiberg en stal | 1902                      |                                                                    | Gouderaksedijk 133                                              | 52° 0' 8" NB, 4° 42' 32" OL  | GM 0513/662 | Meer afbeeldingen |
| Boerderij met vier houten gepotdekselde zwart geteerde gevels en een tuitgevel | 1890                      |                                                                    | Gouderakse Tiendweg 30-30a, voorheen B304                       | 52° 7' 32" NB, 4° 43' 35" OL | GM 0513/239 | Boerderij met vier houten gepotdekselde zwart geteerde gevels en een tuitgevel |
| "De Driesprong" Dijkhuis en stal met bakstenen ingezwenkte gevel en zadeldak | 1875-1900                 |                                                                    | Goudseweg 2                                                     | 52° 0' 17" NB, 4° 43' 12" OL | GM 0513/663 | "De Driesprong" Dijkhuis en stal met bakstenen ingezwenkte gevel en zadeldak |
| Boerderij en stal met gepleisterde afgeknotte klokgevel, een zadeldak en een rietgedekt bijgebouwtje | 1850-1900                 |                                                                    | Goudseweg 8                                                     | 52° 0' 16" NB, 4° 43' 13" OL | GM 0513/618 | Boerderij en stal met gepleisterde afgeknotte klokgevel, een zadeldak en een rietgedekt bijgebouwtje |
| Vrijstaand woonhuis met art-nouveaukenmerken. Sluitsteen met inscriptie 1912. Gevelsteen met de tekst: De eerste steen gelegd door Suze E.M.Donker, geb. 21 mei 1893. 1-5-1912. Woning van sigarenfabrikant, Johannes Adrianus Donker, directeur van Sigarenfabriek Firma J. A. Donker te Gouda | 1912                      | C.P.W. Dessing                                                     | Graaf Florisweg 4                                               | 52° 1' 4" NB, 4° 42' 37" OL  | GM 0513/790 | Meer afbeeldingen |
| Vrijstaand woonhuis en wagenschuur. Woonhuis met rode bakstenen gevel, spekbanden, boogvelden met tegeldecoraties, bovenramen met groen-geel-getint glas, mansardedak met windveren en gevelmakelaars, uitstekende gootlijst met gootklossen en muurstijlen, erker met balkon. Inpandig portiek en stoep, dakkapel met tentdak en piron. | 1913                      |                                                                    | Graaf Florisweg 26                                              | 52° 1' 4" NB, 4° 42' 40" OL  | GM 0513/795 | Meer afbeeldingen |
| Vrijstaand woonhuis en garage met Amsterdamse School kenmerken | 1925                      | A. de Wilde architect, J.H. de Wilde ontwerp technische uitwerking | Graaf Florisweg 30                                              | 52° 1' 4" NB, 4° 42' 44" OL  | GM 0513/791 | Vrijstaand woonhuis en garage met Amsterdamse School kenmerken |
| Vrijstaand woonhuis, gesplitst in twee woonhuizen in een traditionele stijl. | 1921                      | L. Tol                                                             | Graaf Florisweg 50-52                                           | 52° 1' 5" NB, 4° 42' 50" OL  | GM 0513/796 | Meer afbeeldingen |
| Vrijstaand dubbel woonhuis met chaletstijl kenmerken | 1914                      | H.J. Nederhorst                                                    | Graaf Florisweg 54-56                                           | 52° 1' 5" NB, 4° 42' 51" OL  | GM 0513/797 | Meer afbeeldingen |
| Zuid-Hollandse langhuisboerderij met stalgedeelte en voorhuis, in gebruik als woonhuis. | 1887                      | P. Sanders                                                         | Graaf Florisweg 75-75a                                          | 52° 1' 6" NB, 4° 42' 50" OL  | GM 0513/798 | Meer afbeeldingen |
| Sint Jozefpaviljoen, voormalig ziekenhuis, bestaande uit souterrain, een bel-etage en een verdieping | 1929                      | Anton Bartels en Jacobus Petrus Dessing                            | Graaf Florisweg 77                                              | 52° 1' 7" NB, 4° 42' 52" OL  | GM 0513/129 | Meer afbeeldingen |
| Zuid-Hollandse langhuisboerderij, woonhuis, met houten gesneden daklijst, makelaar, spekbanden, hoeklisenen, sluitstenen en een zadeldak. Eerste steen met de tekst: De eerste steen gelegd door Bartholomeus Roos, oud 21 jaar, 25 maart 1895 | 1895                      |                                                                    | Graaf Florisweg 109                                             | 52° 1' 7" NB, 4° 43' 2" OL   | GM 0513/799 | Meer afbeeldingen |
| Voormalige Modelwasserij firma J.H. van Straaten met woonhuis Anneke, in traditionele stijl. Eerste steen met de tekst: De eerste steen gelegd door Evertje van Straaten, oud 3 jaar, 5 juni 1929. | 1929                      |                                                                    | Graaf Florisweg 113-115                                         | 52° 1' 7" NB, 4° 43' 4" OL   | GM 0513/745 | Meer afbeeldingen |
| Spaardersbad. Gebouwd door middel van spaaraandelen, vandaar de naam Spaardersbad. Eerste paal 12 juli 1938. Eerste steen: sept. 1938. Opening van het zwembad: jan. 1939 door Burgemeester James. Gebouw: T- vormig, in gele baksteen, zwarte dakpannen, overhangende daken, het overstek, flauwe dakhelling, hoge bakstenen schoorsteen. Oorspronkelijk gedeeltelijk glazen dak. Horizontale rijen vensters. In 2018 kreeg het een woonfunctie. | 1938                      | Wolter Bakker uit Baarn                                            | van Itersonlaan 10                                              | 52° 0' 36" NB, 4° 43' 18" OL | GM 0513/145 | Meer afbeeldingen |
| Wachtelbrug, een ijzeren ophaalbrug | 1923                      |                                                                    | Wachtelstraat en Jaagpad                                        |                              | GM 0513/87  | Meer afbeeldingen |
| Voormalige Sacramentskerk (Gouda), een zaalkerk, in gebruik als Gezondheidscentrum | 1932                      | Jacobus Petrus Dessing en in 2008 Gerrit Bikker                    | Jacob van Lennepkade 3 & Constantijn Huygensstraat 121 a t/m k  | 52° 0' 19" NB, 4° 42' 3" OL  | GM 0513/842 | Meer afbeeldingen |
| Cornelis Ketelbrug, een stalen ophaalbrug | Ongeveer 1930             |                                                                    | Karnemelksloot en Cornelis Ketelstraat                          |                              | GM 0513/84  | Meer afbeeldingen |
| Jan Verzwollebrug. Ophaalbrug, voormalige spoorbrug uit 1914 over de Karnemelksloot in Gouda. Het Schoonhoofse spoortje (SS Gouda-Schoonhoven) heeft 27 jaar bestaan (14 november 1914 tot 1942). Bij de Jan Verzwollebrug in Gouda stond het begin station, verdere haltes waren: Karnemelksloot, Stolwijkersluis, Beijersche weg, Stolwijk, Koolwijk, Huisweg, Bergambacht, Ammerstol, Den Hem en eindstation Schoonhoven.                      | 1914                      |                                                                    | Karnemelksloot en Eerste Kade                                   |                              | GM 0513/85  | Jan Verzwollebrug. Ophaalbrug, voormalige spoorbrug uit 1914 over de Karnemelksloot in Gouda. Het Schoonhoofse spoortje (SS Gouda-Schoonhoven) heeft 27 jaar bestaan (14 november 1914 tot 1942). Bij de Jan Verzwollebrug in Gouda stond het begin station, verdere haltes waren: Karnemelksloot, Stolwijkersluis, Beijersche weg, Stolwijk, Koolwijk, Huisweg, Bergambacht, Ammerstol, Den Hem en eindstation Schoonhoven. |
| A Gerridsz de Vrijebrug, een stalen ophaalbrug | Ongeveer 1925             |                                                                    | Karnemelksloot                                                  |                              | GM 0513/86  | A Gerridsz de Vrijebrug, een stalen ophaalbrug |
| Woonhuis met gepleisterde gevel en eclectische kenmerken | Ongeveer 1860             |                                                                    | Karnemelksloot 32                                               | 52° 0' 49" NB, 4° 43' 4" OL  | GM 0513/843 | Woonhuis met gepleisterde gevel en eclectische kenmerken |
| Voormalig bedrijfsgebouw met bovenwoning voor de aardewerkfabriek J.R. de Gruyl met Amsterdamse School kenmerken | 1927                      |                                                                    | Karnemelksloot 44-46                                            | 52° 0' 49" NB, 4° 43' 5" OL  | GM 0513/766 | Meer afbeeldingen |
| Herenhuis met drie bouwlagen, bakstenen lijstgevel, vijf vensterassen breed, bakgoot met klossen, het dak heeft een lang schilddak. De ingang voor de bovenverdieping is aan de Eerste Kade. | Ongeveer 1850             |                                                                    | Karnemelksloot 55-57 & Eerste Kade 2, 2a                        | 52° 0' 48" NB, 4° 42' 59" OL | GM 0513/6   | Herenhuis met drie bouwlagen, bakstenen lijstgevel, vijf vensterassen breed, bakgoot met klossen, het dak heeft een lang schilddak. De ingang voor de bovenverdieping is aan de Eerste Kade. |
| Woonhuis | 1902                      |                                                                    | Karnemelksloot 108                                              | 52° 0' 50" NB, 4° 43' 14" OL | GM 0513/767 | Woonhuis |
| Twee Jugendstil woonhuizen | Ongeveer 1910             | C.P.W. Dessing                                                     | Karnemelksloot 132-134                                          | 52° 0' 52" NB, 4° 43' 19" OL | GM 0513/768 | Meer afbeeldingen |
| Woonhuis | Ongeveer 1876             | C.P.W. Dessing                                                     | Karnemelksloot 136                                              | 52° 0' 52" NB, 4° 43' 20" OL | GM 0513/769 | Woonhuis |
| Drie woonhuisjes |                           |                                                                    | Karnemelksloot 157-159-161                                      | 52° 0' 51" NB, 4° 43' 10" OL | GM 0513/782 | Meer afbeeldingen |
| Winkel/woonhuis in Neorenaissance-stijl | 1902                      |                                                                    | Karnemelksloot 189 & Cornelis Ketelstraat 2a                    | 52° 0' 51" NB, 4° 43' 14" OL | GM 0513/783 | Meer afbeeldingen |
| Woonhuis in eclectische stijl | 1871                      |                                                                    | Kattensingel 4                                                  | 52° 0' 44" NB, 4° 42' 11" OL | GM 0513/664 | Meer afbeeldingen |
| Herenhuis | Ongeveer 1875 - 1900      |                                                                    | Kattensingel 5                                                  | 52° 0' 44" NB, 4° 42' 12" OL | GM 0513/553 | Meer afbeeldingen |
| Woonhuis | 1886                      |                                                                    | Kattensingel 6                                                  | 52° 0' 44" NB, 4° 42' 12" OL | GM 0513/703 | Meer afbeeldingen |
| Bedrijfruimte/woningen van voormalige kleingarenfabrikant | Ongeveer 1880             |                                                                    | Kattensingel 13-13a-15-15a                                      | 52° 0' 45" NB, 4° 42' 13" OL | GM 0513/704 | Meer afbeeldingen |
| Woonhuis met bakstenen lijstgevel, speklagen, waterlijst, segmentbogen met gepleisterde aanzetstenen en akroterie, gepleisterde en gedecoreerde boogvelden, gepleisterde klauwstukken, geveltop met een fries, siermetselwerk en een kroonlijst, gedekt door met een zadeldak | 1906                      |                                                                    | Kattensingel 28                                                 | 52° 0' 47" NB, 4° 42' 16" OL | GM 0513/170 | Woonhuis met bakstenen lijstgevel, speklagen, waterlijst, segmentbogen met gepleisterde aanzetstenen en akroterie, gepleisterde en gedecoreerde boogvelden, gepleisterde klauwstukken, geveltop met een fries, siermetselwerk en een kroonlijst, gedekt door met een zadeldak |
| Herenhuis met Hollandse Neorenaissance stijlkenmerken, bakstenen lijstgevel met geornamenteerd stucwerk en gekleurde tegels in de boogvelden, gestucte aanzet- en sluitstenen, gevelbanden met facetten, diamantkoppen, glas-in-loodbovenramen, portiek met geglazuurde tegels, uitkragende dakrand, verhoogd midden van de gevel met dakkapel en piron en een dwarskap met schilden.                                                             | 1875-1900                 |                                                                    | Kattensingel 30                                                 | 52° 0' 47" NB, 4° 42' 16" OL | GM 0513/5   | Meer afbeeldingen |
| Woonhuis met Jugendstil en de Neorenaissance kenmerken, bakstenen gevel met speklagen, mansardedak, lekdorpel, portiek. Boogvelden met siertegels in bloemmotief en siermetselwerk, gestucte aanzet- en gedecoreerde sluitstenen. Geveltop met bakstenen fries en velden met tegels en gootlijst. De gevel wordt onderbroken door een opgaande tuitgevel bekroond met een bol en obelisk                                                          | 1899                      |                                                                    | Kattensingel 31                                                 | 52° 0' 47" NB, 4° 42' 17" OL | GM 0513/705 | Woonhuis met Jugendstil en de Neorenaissance kenmerken, bakstenen gevel met speklagen, mansardedak, lekdorpel, portiek. Boogvelden met siertegels in bloemmotief en siermetselwerk, gestucte aanzet- en gedecoreerde sluitstenen. Geveltop met bakstenen fries en velden met tegels en gootlijst. De gevel wordt onderbroken door een opgaande tuitgevel bekroond met een bol en obelisk                                     |
| Woonhuis in de Neorenaissance stijl met grauwe bakstenen lijstgevel, speklagen, lekdorpel, segmentbogen met gestucte geprofileerde lijst, bovenramen met glas in lood, boogvelden met siermetselwerk, geprofileerde gootlijst met consoles en een afgeknot schilddak. | 1867                      |                                                                    | Kattensingel 33                                                 | 52° 0' 48" NB, 4° 42' 17" OL | GM 0513/706 | Woonhuis in de Neorenaissance stijl met grauwe bakstenen lijstgevel, speklagen, lekdorpel, segmentbogen met gestucte geprofileerde lijst, bovenramen met glas in lood, boogvelden met siermetselwerk, geprofileerde gootlijst met consoles en een afgeknot schilddak. |
| Woonhuis met bakstenen lijstgevel, gestucte begane grond mer schijnvoegen en -strekken, kroonlijst met gedecoreerde consoles en een schilddak. - Opmerking: GM beschrijving van de gemeente Gouda heeft het over een serie van drie woningen. Dit is niet juist. |                           |                                                                    | Kattensingel 34                                                 | 52° 0' 48" NB, 4° 42' 17" OL | GM 0513/264 | Woonhuis met bakstenen lijstgevel, gestucte begane grond mer schijnvoegen en -strekken, kroonlijst met gedecoreerde consoles en een schilddak. * Opmerking: GM beschrijving van de gemeente Gouda heeft het over een serie van drie woningen. Dit is niet juist. |
| Herenhuis met Jugendstil kenmerken. Bakstenen gevel en een plat dak. Gevelopeningen met gedecoreerde lateien en rondbogen, boogvelden met Jugendstil voorstellingen, portiek met tongewelf. Geveltop met gedecoreerd siermetselwerk, fries en overstekende dakgoot op steunen en rechts een tuitgevel met gedecoreerde latei en een rondboog, gestucte lijst en gestucte bekroning.                                                               | Ongeveer 1905             |                                                                    | Kattensingel 41                                                 | 52° 0' 48" NB, 4° 42' 18" OL | GM 0513/450 | Meer afbeeldingen |
| Herenhuis met Jugendstil kenmerken | 1905                      |                                                                    | Kattensingel 42                                                 | 52° 0' 48" NB, 4° 42' 19" OL | GM 0513/392 | Meer afbeeldingen |
| Woonhuis in expressionistische stijl met veel siermetselwerk waaronder muizentand, risaliet met portiek, glas-in-loodbovenramen en een mansardedak | 1925                      |                                                                    | Kattensingel 44a                                                | 52° 0' 49" NB, 4° 42' 19" OL | GM 0513/707 | Meer afbeeldingen |
| Dubbel woonhuis met rode bakstenen lijstgevel. Nummer 54 heeft drie bouwlagen, nummer 55-55a, twee bouwlagen. Beiden hebben gevelopeningen met afgeronde bovenhoeken, geprofileerde stucwerk omlijsting, een akroterie en een kroonlijst. Nummer 55 heeft twee brede hoge deuropeningen. | Ongeveer 1850 - 1875      |                                                                    | Kattensingel 54-55-55a                                          | 52° 0' 51" NB, 4° 42' 22" OL | GM 0513/708 | Meer afbeeldingen |
| Woonhuis met bakstenen lijstgevel en een mansardedak. De verdieping heeft aan de zijkanten stucwerk met schijnvoegen. Alle gevelopeningen hebben gemetselde segmentbogen en akroteria. De kroonlijst heeft bewerkte consoles. | Ongeveer 1890 - 1900      |                                                                    | Kattensingel 56                                                 | 52° 0' 51" NB, 4° 42' 23" OL | GM 0513/185 | Woonhuis met bakstenen lijstgevel en een mansardedak. De verdieping heeft aan de zijkanten stucwerk met schijnvoegen. Alle gevelopeningen hebben gemetselde segmentbogen en akroteria. De kroonlijst heeft bewerkte consoles. |
| Woonhuis met bakstenen lijstgevel en een mansardedak. Het pand is uiterlijk hetzelfde als Kattensingel 56 | Ongeveer 1890 - 1900      |                                                                    | Kattensingel 57                                                 | 52° 0' 51" NB, 4° 42' 23" OL | GM 0513/186 | Woonhuis met bakstenen lijstgevel en een mansardedak. Het pand is uiterlijk hetzelfde als Kattensingel 56 |
| Woonhuis in eclectische stijl met bakstenen lijstgevel, mansardedak, hardstenen borstwering, portiek met vier stoeptreden, schroenschraper in de plint, getoogde gevelopeningen, sluitstenen met diamantkoppen, hoofdgestel met fries en gootlijst met consoles. | 1886                      |                                                                    | Kattensingel 79                                                 | 52° 0' 55" NB, 4° 42' 30" OL | GM 0513/709 | Meer afbeeldingen |
| Winkel/woonhuis, hoekpand met rode bakstenen gevel en een schilddak | 1850-1875, gevel uit 1920 |                                                                    | Klein Amerika 1-1b & Karnemelksloot 2                           | 52° 0' 47" NB, 4° 42' 58" OL | GM 0513/720 | Meer afbeeldingen |
| Vijf woonhuizen | Ongeveer 1895             |                                                                    | Klein Amerika 2, 4, 6-7, 9, 11                                  | 52° 0' 46" NB, 4° 42' 58" OL | GM 0513/721 | Meer afbeeldingen |
| Woonhuis met lijstgevel, schilddak, gepleisterde pui met schijnvoegen, getoogde kozijnen en een hoofdgestel met gedecoreerde consoles. | Ongeveer 1875 - 1900      |                                                                    | Klein Amerika 12                                                | 52° 0' 46" NB, 4° 42' 58" OL | GM 0513/722 | Woonhuis met lijstgevel, schilddak, gepleisterde pui met schijnvoegen, getoogde kozijnen en een hoofdgestel met gedecoreerde consoles. |
| Woonhuis in neorenaissancestijl met een lijstgevel van rode baksteen, een mansarde dak, gepleisterde pui met schijnvoegen, getoogde gevelopeningen met segmentbogen en akroterien, een hoofdgestel met fries en een geprofileerde kroonlijst. | Ongeveer 1875 - 1900      |                                                                    | Klein Amerika 14                                                | 52° 0' 45" NB, 4° 42' 58" OL | GM 0513/723 | Woonhuis in neorenaissancestijl met een lijstgevel van rode baksteen, een mansarde dak, gepleisterde pui met schijnvoegen, getoogde gevelopeningen met segmentbogen en akroterien, een hoofdgestel met fries en een geprofileerde kroonlijst. |
| Drie herenhuizen in Jugendstil en Chaletstijl | Ongeveer 1910             | H.J. Nederhorst jr.                                                | Krugerlaan 1-3-5                                                | 52° 0' 51" NB, 4° 43' 22" OL | GM 0513/792 | Meer afbeeldingen |
| Dubbel herenhuis in eclectische stijl | 1908                      | G. van Middelkoop                                                  | Krugerlaan 69-71                                                | 52° 0' 44" NB, 4° 43' 23" OL | GM 0513/793 | Meer afbeeldingen |
| Vrijstaand woonhuis in chaletstijl met witgeschilderde gevels, samengesteld zadeldak met wolfseinden en roodbruin geglazuurde dakpannen. | 1905                      |                                                                    | Krugerlaan 73                                                   | 52° 0' 44" NB, 4° 43' 23" OL | GM 0513/794 | Vrijstaand woonhuis in chaletstijl met witgeschilderde gevels, samengesteld zadeldak met wolfseinden en roodbruin geglazuurde dakpannen. |
| Lethmaetstraat 60/60a, Voormalige openbare bewaarschool met speelplein. In ongeveer maart 2013 heeft dit pand de monumentale status verkregen. De school behoort tot de jongere bouwkunst en stedenbouw 1850-1940. Het pand heeft hoekrisalieten en zes klassen | 1915/1916                 |                                                                    | Lethmaetstraat 60/60a                                           | 52° 0' 26" NB, 4° 42' 2" OL  | GM 0513/876 | Lethmaetstraat 60/60a, Voormalige openbare bewaarschool met speelplein. In ongeveer maart 2013 heeft dit pand de monumentale status verkregen. De school behoort tot de jongere bouwkunst en stedenbouw 1850-1940. Het pand heeft hoekrisalieten en zes klassen |
| Hoekhuis in Waterstaatstijl (Neogotiek) uit rode en gele IJsselsteen, met lijstgevel en tuitgevel en zadeldak. De gevelopeningen hebben getand metselwerk. De tuitgevel heeft twee vooruitspringende pilasters en decoratief metselwerk langs de geveltop. De lijstgevel heeft een mezanino en een relief van een scheepje | 1882                      |                                                                    | Moordrechtse Verlaat 2                                          | 52° 0' 38" NB, 4° 42' 10" OL | GM 0513/55  | Meer afbeeldingen |